# 贾永
贾永（1963年—），汉族，中华人民共和国政治人物、第十一届全国政协委员。
加入中国共产党，担任新华社解放军分社社长。2008年，当选第十一届全国政协委员，代表新闻出版界，分入第四十四组。